# Великопольское восстание (1794)
Великопольское восстание 1794 года (пол. Powstanie wielkopolskie 1794 roku) — восстание польского населения на территориях Великой Польши и Куявии, отошедших к Пруссии в результате Второго раздела Речи Посполитой. Часть общего восстания под командованием Костюшко.

## Исторический фон
На территориях отошедших к Пруссии, первыми кто начал выражать недовольство разделом Польши были мещане. Причиной этого была ликвидация в феодальной Пруссии привилегий, которые мещанство получило по Конституции 3 мая.
Пруссия хотела опереться в краю на шляхту, которой были оставлены её владения и даны различные обещания. Однако реализация их тормозилась развитым прусским бюрократическим аппаратом, к тому же и в управлении краем все основные должности были зарезервированы для немцев, так что и польская шляхта мало что получила от пруссаков. Кроме того, в крае были введены прусские налоги, которые намного превышали прежние польские. Также налогами были обложены владения католической церкви.
Польские крестьяне первоначально держались вне политики. Их положение не изменилось, так как они по прежнему оставались под властью шляхты. 8 мая 1793 года король Фридрих Вильгельм II распространил на Южную Пруссию (название данное немцами Великой Польше и Куявии) юридические нормы Пруссии, дающие крестьянам гарантии личной безопасности и права собственности, а также отдающие их под юрисдикцию государственных чиновников. Крестьяне по непониманию приняли эти указы за отмену крепостного права. Однако крестьянские волнения были кроваво подавлены прусской армией. Эти события негативно повлияли на отношение крестьянства к новым властям.

## Планы восстания
Первоначально Костюшко предполагал начать своё восстание именно против Пруссии. На территорию Южной Пруссии были высланы эмиссары, для подготовки восстания. Первой целью должен был стать Пётркув-Трыбунальский, в котором размещался штаб генерала Мёллендорфа. Затем предполагалось освобождение Великой Польши.
В это время русский генерал Игельстром выдал приказ об уменьшении в два раза численности польских войск на ещё не занятых территориях Польши. Одновременно начался призыв поляков в российскую армию. Этот приказ вызвал бунт кавалерийской бригады под командованием Антония Мадалиньского, отказавшейся подчиняться и начавшей продвижение от Остроленки в направлении Варшавы. Первоначально Пруссия старалась остаться в стороне от конфликта, так как большую часть бригады составляли выходцы из Великой Польши, которые в соответствии с подписанными разделами являлись подданными Фридриха Вильгельма. Однако путь движения бригады Мадалиньского пролегал через прусские территории (Млава, Вышогруд, Сохачев). В Южной Пруссии начались волнения, кроваво подавленные прусскими войсками.
Незапланированное начало восстания вынудило командование изменить планы. Теперь важнейшей целью стало разбить российские войска, а восстание в Великой Польше отошло на второй план. Было издано распоряжение, призывающие выходцев с прусских территорий отойти от восстания и вернуться в Южную Пруссию, чтобы не ухудшать и без того напряжённых отношений с Фридрихом Вильгельмом. Однако это обращение было проигнорировано, и в армии восстания начали появляться подразделения из жителей Великой Польши и Куявии.
Ситуация изменилась на диаметрально противоположную после битвы под Щекоцинами, в которой прусская армия выступила в союзе с российской. Через четыре дня после этого сражения, 10 июня 1794 года, Тадеуш Косцюшко издал воззвание, в котором призвал к расширению восстания на все территории, захваченные Россией и Пруссией в ходе разделов. 12 июня Высший национальный совет издал прокламацию «К жителям Великой Польши», призывающую формировать повстанческие отряды и присоединяться к армии восстания. Однако размещённые в городах Великой Польши сильные прусские гарнизоны делали практически  невозможным ведение повстанцами открытых боевых действий. Вместо этого была организована диверсионная война и призывы к солдатам польского происхождения дезертировать из прусской армии.

## Начало восстания и первые бои
Возможность вооружённого выступления в Великопольше появилась после того, как основные силы прусской армии из Южной Пруссии были отправлены для осады Варшавы. В Южной Пруссии осталось только 8000 солдат, которых в августе месяце усилили ещё 1500 солдат из дальних гарнизонов. К тому же выступление в тылу прусской армии должно было облегчить положение осаждённой польской столицы.
Первые боевые действия начались в ночь с 20 на 21 августа, когда прусиновский староста собрал в Смиловицах отряд численностью 50 человек куявской шляхты, во главе которого стал Мневский. Той же ночью эта группа захватила Бжесць-Куявский. Другой отряд, под командованием каноника Йезерского, начал бой за Влоцлавек. На следующий день к нему на помощь подошёл отряд Мневского, который захватил важный конвой амуниции, предназначавшийся прусской армии под Варшавой. Поляки увезли столько груза, сколько смогли увезти, а остальное (большую часть) утопили в Висле.
После первых успехов куявские восставшие организовали сборный пункт в Радзеюве, а также объявили посполитое рушение и набор рекрутов (один от каждых 5 хозяйств) на контролирующейся ими территории.
В Познанском воеводстве первые отряды стали формироваться 21 августа. В окрестностях Ютросина был создан отряд под командованием Францишка Будзишевского, в окрестностях Ксёнжа Велькопольского отряд Яна Тароньего. Оба отряда объединились под Сьремом, в котором захватили прусские склады. Объединённый отряд насчитывал 600 человек. Ими под Ромбином был подписан официальный акт присоединения к восстанию против Пруссии. Тогда же была создана комиссия порядка и уголовный суд для поддержания законности, а во главе воеводства поставлен Юзеф Немоевский, которому был присвоен чин генерала. 26 августа отряд выдвинулся из Ромбина в Смигель, а затем в Рацот и Львувек. Оставшаяся в Рацоте группа провела бой против прусской пехоты под Косьцяном, который не выявил победителя. Ещё один отряд был создан в Моркове, около Лешно, однако он, состоявший в основном из косиньеров, был разбит во время неохраняемого привала прусскими гусарами. Ещё один отряд из нескольких сотен человек был организован в Гродзиске Велькопольском. Небольшие группы повстанцев действовали в Равиче, Чемпине, Бабимосте, Мендзыжече, Новом Месте над Вартой, Бройцах, Раконевицах и Вольштыне.
В Гнезненском воеводстве полякам удалось быстро занять столицу воеводства, создав в ней административный центр, как гражданский, так и военный. Ему подчинены были отряды общей численностью более 1000 человек. Также в этом регионе действовал отряд под командованием Менкавского, который взял Костшин, а также отряд косиньеров из Вонгровца. Несмотря на большую численность отрядов в городе Гнезно, из-за ошибок командования, город был оставлен. Гнезно было взято посланным из Познани отрядом полковника Дитера. В бою погибли два косиньера, которые были оставлены в Гнезно на постах и отказались капитулировать. После отхода пруссаков город вновь был занят поляками. Также из рук в руки переходил и Серадз.
Чуть позже, чем в других местах, начались боевые действия на Велюньской земле. Также были столкновения в Калишском воеводстве.
Общее восстание было хорошо синхронизировано, однако его слабым местом было отсутствие единого командования. Быстрые успехи поляков вызвали панику в прусских рядах и администрации. Однако ряд воинских частей сохраняли дисциплину и объединились в крупных гарнизонах, главным образом в Познани и Торуни, приготовившись к осаде.

## Прусские действия
Желая быстро подавить восстание, Фридрих Вильгельм приказал 29 августа выделить из состава войск, участвовавших в осаде Варшавы, отряд, состоящий из фузилерного батальона и кавалерийского эскадрона. Отряд был составлен из подразделений, входивших в полки под командованием фон дер Тренка, фон Четерица и князя Людвига Вюртембергского. Во главе отряда был поставлен выходец из Венгрии, полковник Иоганн Фридрих Шекели. Он должен был пройти по Великопольше через Сохачев до Гнезно, по пути подавляя восстание. Этот офицер был известен своей жестокостью, и именно ему было поручено утопить восстание в крови. Однако от применения самых жёстких мер его удержало взятие повстанцами в заложники большого количества прусских чиновников, в том числе высокого уровня.
Одновременно Гнезно должен был атаковать отряд, посланный из Познани, а также продвигающийся через Лешно и Косьцян отряд генерала фон Манштейна. Однако планам не дано было осуществиться, так как Шекели был вынужден повернуть на Куявию, что-бы защитить коммуникации, по которым поступало довольствие для осаждающей Варшаву армии.
Проблемы с обеспечением и восстание в тылу прусской армии, вынудили короля Пруссии отдать приказ о снятии осады Варшавы в ночь с 5 на 6 сентября. Отход от столицы означал передислокацию в Южную Пруссию новых подразделений, под командованием генерала фон Шверина, который принял командование над всей прусской армией в провинции.

## Действия корпуса генерала Домбровского

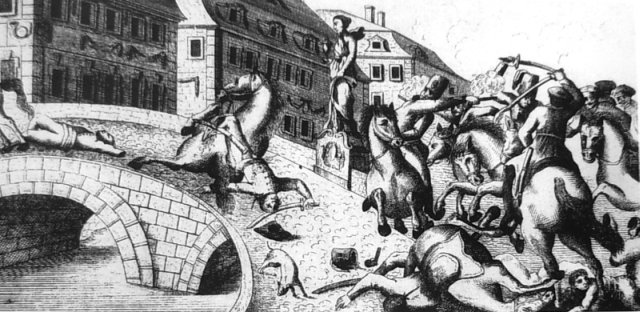
Бой за Гданьский мост в Быдгоще. 2 октября 1794 года.

Отход прусских войск от Варшавы и их перевод в Великопольшу, где у повстанцев не было единого командования, потребовал от Костюшко принятия решения о поддержки восстания. Тадеуш решил послать в Великую Польшу корпус, который должен был проводить диверсии против пруссаков, с целью не дать им выслать оттуда части для борьбы с основным восстанием. Кроме того, командир корпуса должен был принять под свою команду разрозненные повстанческие части в Великой Польше. Для этих действий был выбран генерал Ян Генрик Домбровский.
Приказ о назначении Домбровского командиром корпуса был издан 9 сентября, хотя, по-видимому, Домбровский знал об этом заранее, так как уже к следующему дню корпус был укомплектован. В его состав вошли: 7. бригада национальной кавалерии под непосредственным командование генерала Яна Генрика Домбровского, 1. Малопольская бригада под командованием Юзефа Жевуского, стрелковый батальон полковника Михала Сокольницкого, 4. и 13. линейные полки пехоты, а также 6 шестифунтовых и трёхфунтовых орудий. Комиссаром по гражданским делам был назначен будущий автор «Мазурки Домбровского», Юзеф Выбицкий. В дальнейшем корпус был усилен батальоном 1. пехотного полка, составленного из рекрутов, а также 2 шестифутовыми и 2 трёхфутовыми пушками. В сумме корпус насчитывал 3100 солдат и 16 орудий. Сборным пунктом была назначена Дембина возле Нового Двура Мазовецкого. 14 сентября к корпусу присоединились части генерала Мадалиньского.
Несмотря на отступление от Варшавы, пруссаки по прежнему блокировали доступ к городу с севера и северо-запада. Чтобы пройти непосредственно на территорию Южной Пруссии, Домбровский приказал двигаться на Камённу и Гомбин, где существовал разрыв между частями генералов фон Шонефельда и Франкенберга. Под Камённой корпус форсировал Бзуру, но после занятия Гомбина прусское командование определило цели корпуса. На направление дальнейшего продвижения поляков из Калиша к Коле были переброшены подразделения генерала фон Шверина, а из Вышогруда поляков должен был атаковать генерал фон Гюнтер. Домбровский в это время занял Клодаву, а затем начал наступление по направлению к Коле, которую удерживали повстанцы. После получения известия о продвижении прусских частей фон Шверина, повстанцы хотели отойти из Колы, но Домбровский, желая избежать потери такого важного стратегического пункта, отправил туда отряд под командованием генерала Францишка Рымкевича, который должен был удержать повстанцев в городе и организовать его оборону. Фон Шверин, получив известие о прибытии в Колу подразделений польской регулярной армии, отказался от атаки города и начал продвижение в направлении Пыздры. Тем временем Домбровский прибыл в Колу, где присоединил к своему корпусу повстанческие отряды, доведя общую численность корпуса до 7 тысяч человек (что впрочем не сильно увеличило боевую мощь корпуса, по причине крайне низкой дисциплины среди повстанцев).
Затем корпус Домбровского начал наступление в направлении на Слупцу и Гнезно, к которому подошёл 27 сентября. К этому времени прусские генералы поняли что главной целью Домбровского является Познань. Ян Генрих ещё в Гнезно отдавал себе отчёт в том, что без крупных подкреплений он не сможет взять столицу региона. Домбровский решил первым делом разбить части полковника Шекели, которые базировались под Иновроцлавом. Чтобы дезинформировать прусское командование о целях операции, были высланы в направлении Познани два эскадрона кавалерии, под командованием майора Станислава Белямовского. Пруссаки, узнав о наступлении на Познань, начали переводить туда дополнительные части, оставив Шекели практически без поддержки. В этот момент корпус Домбровского потерял прямую связь с остальной польской армией, так как корпус князя Юзефа Понятовского был вынужден отойти с линии Бзуры.
Домбровский, чтобы всё же реализовать свой план, разделил корпус на три колонны: правая, составленная из бригады Мадалиньского, 100 стрелков и 2 орудий, имела задачу наступать через Тшемешно, Могильно и Иновроцлав на Лабишин. Центральная, составленная из остальных регулярных частей, под непосредственным командованием самого Домбровского, должна была наступать из Гнезно, через Рогову и Жнин, на Лабишин. Левая, состоящая из повстанческих отрядов, под командованием Юзефа Липского, также должна была через Клецко и Жнин идти в направлении Лабишина. Первым в пункте предназначения появился Мадалиньский, который разбил местный гарнизон, однако основные силы Шекели уже успели отойти из Иновроцлава к Новой Веси. Ночью с 28 на 29 сентября объединённые колоны Домбровского и Мадалиньского были обстреляны прусской артиллерией, однако после небольшого замешательства провели контратаку. В результате штыковой атаки на Монастырский холм и атаки кавалерии под командованием самого Домбровского, части Шекели были вынуждены отойти за Брду. Свой штаб Шекели разместил в Быдгощи.
На следующий день Домбровский, получив известие что пруссаки разбили его отряд, посланный для осады Быдгощи, решил прежде всего взять этот город. После марша, утром 3 октября, корпус прибыл к Быдгощи. После проведения разведки оказалось, что в городе находиться всего три батальона пруссаков, под командованием самого Шекели, в то время как основные прусские силы размещались вне пределов города. Домбровский приказал начать артиллерийский обстрел города, однако после того, как пруссаки не ответили огнём на огонь, послал в город парламентёра, майора Мацея Заблоцкого. Ответ Шекели состоял из оскорблений Домбровского и угроз Заблоцкому, которого Шекели обещал передать расстрельному взводу, коли ещё раз его увидит. После такого ответа, Домбровский отдал приказ начать атаку города половиной пехотных сил корпуса. После двухчасового боя Быдгощ была взята. В бою погибли 10, ранено 50, а 413 пруссаков попали в плен (в том числе и 21 офицер). Потери поляков составляли 30 погибших и 23 раненых. Сам полковник Шекели, которому при переправе через Брду пушечное ядро оторвало ногу, был спасён майором Заблоцким от самосуда великопольских повстанцев, помнивших карательные действия Шекели. Через 4 дня Шекели скончался от полученных ран.
После этой победы поляков, пруссаки начали усиливать оборону Торуни, Грудзёндза, и даже Данцига (в планах Домбровского было расширение восстания на долину Нотеца и Западную Пруссию). Однако изданный Домбровским приказ о запрещении грабежей и отказ от взятия с Быдгощи контрибуции, привели корпус на грань бунта, главным организатором которого был Мадалиньский. В этой критической ситуации Домбровский распустил свой штаб и выступил с частью корпуса (4000 солдат, остальные решили остаться в городе) на Торунь. Однако узнав об усилении гарнизона Торуни и о выдвижении против него прусских частей из Познани, решил вернуться в Быдгощ, где начал готовиться к зимовке.

## Подавление восстания
Поражение под Мацеёвицами, пленение Тадеуша Костюшко и постоянно прибывающие подкрепления для прусской армии, которая выдвигалась из Познани, привели Домбровского к решению, что оставаться на зимовку в Быдгоще никак нельзя. Было принято решение о передвижении корпуса в направлении Влоцлавека на соединение с остальными силами польского государства. В дальнейшем корпус Домбровского соединился с корпусом князя Юзефа Понятовского и с ним переправился на правый берег Бзуры.
Несмотря на оставление Великопольши и Куявии регулярными польскими частями, восстание продолжалось. Ещё 16 октября руководители государства в своих воззваниях призывали великополян к борьбе. Ряд повстанческих отрядов, которые присоединились к корпусу Домбровского, продолжали воевать в его составе до самого конца восстания Костюшко, а затем, как к примеру тысяча кавалеристов из окрестностей Велюни и Серадзя, вернулись на отошедшие к Пруссии земли, для продолжения борьбы.
В Куявии ещё продолжали действовать достаточно крупные отряды: Ксаверия Домбровского (500 солдат), полковника Вольского (300 солдат) и полковника Соколовского (200 солдат). В Великой Польше боевые действия продолжались в окрестностях Гнезно, Шубина, Гродзиска и Косьцяна. Однако уже 7 декабря капитулировал отряд Ксаверия Лукомского, действовавший под Ксёнжем-Велькопольским, Сьрёдой и Занемысьлем. Все боевые действия прекратились к середине декабря 1794 года. Одним из последних событий восстания был арест прибывшего из Польши эмиссара правительства, полковника Яна Килиньского.
Слава и известность, которые, несмотря на поражение, получил генерал Ян Генрик Домбровский, позволили ему в 1806 году организовать новое, на этот раз победное, восстание.